# Cànnabis i religió

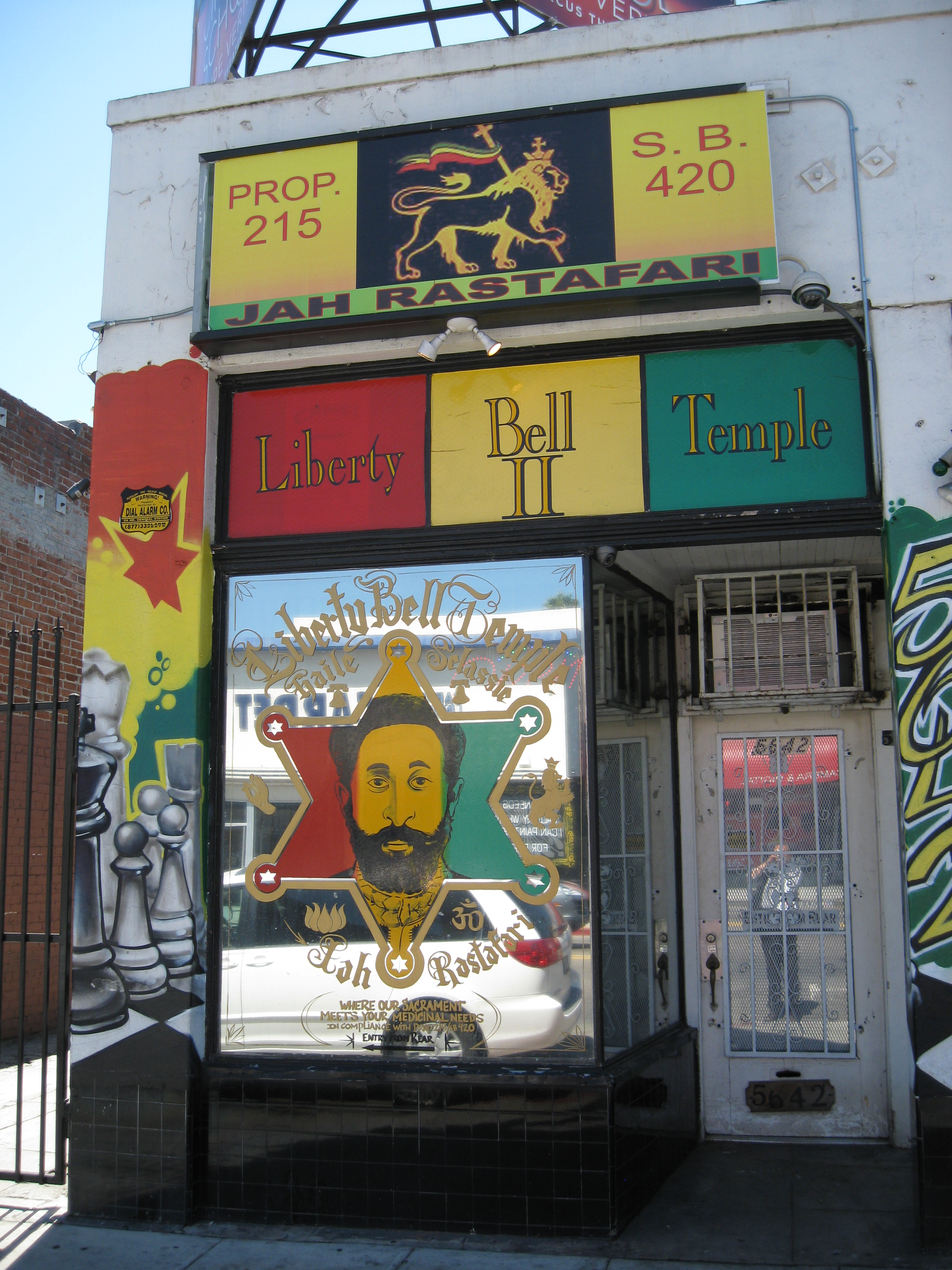
Església rastafari Liberty Bell Temple II, a Califòrnia (els Estats Units).

Cànnabis i religió tracta de la utilització i els posicionaments sobre el cànnabis al llarg de la història per diverses tradicions religioses. Algunes cultures el consideren un mitjà per connectar amb l'esperit o déus, mentre que d'altres religions en rebutgen l'ús per consideracions ètiques o morals. Aquesta relació amb el cànnabis ha variat segons el context cultural i religiós, amb opinions que van des de l'acceptació fins a la condemna.
Al llarg de la història hi ha hagut diverses postures religioses sobre l'ús del cànnabis. En la història antiga, algunes religions usaven el cànnabis com enteógen, particularment en el Subcontinent indi, on la tradició continua de manera més limitada. En l'era moderna, els rastafaris consideren el cànnabis com a una herba sagrada. En canvi, les religions amb prohibicions contra els estupefaents, com l'Islam, el budisme, el bahaisme i els mormons entre moltes altres, s'han oposat a l'ús de cànnabis per part dels membres, o en alguns casos es van oposar a la liberalització de les lleis sobre el cànnabis. Altres grups, com algunes faccions protestants i jueves, han donat suport a l'ús de cànnabis medicinal.

## Bahaisme
A la fe Bahá'í, l'ús d'alcohol i altres drogues intoxicants, excepte prescripció mèdica, estan prohibides segons les lleis bahaís. Però la pràctica Bahá'í és que les lleis han d'aplicar-se amb «tacte i saviesa». El consum de tabac és una decisió individual. Està molt mal vist encara que no està explícitament prohibit. Les autoritats bahá'ís han parlat contra les drogues tòxiques des de les primeres etapes de la religió.

## Budisme
Segons una tradició del budisme, Mahāyāna sosté que en les sis etapes d'ascetisme que porten a la il·luminació, Buda Gautama va viure alimentant-se diàriament només a partir d'una llavor de cànnabis.
No obstant això, el «Cinquè Precepte» del codi ètic que guia als seguidors contemporanis del budisme s'interpreta amb freqüència com «abstenir-se de begudes i drogues intoxicants que condueixen a la falta d'atenció», encara que en algunes traduccions directes, el Cinquè Precepte es refereix específicament a l'alcohol. El cànnabis i algunes altres plantes psicoactives es prescriuen específicament al Mahākāla Tantra amb fins medicinals.

## Cristianisme

### Església catòlica
Abans d'assumir la seva posició com a líder de l'Església catòlica, el Papa Francesc va parlar en contra del cànnabis recreatiu. En 2013 va anunciar des de "Buenos Aires" que «la reducció del consum de drogues no s'aconseguirà mitjançant l'alliberament del seu ús (...) Vull dir no a tot tipus de droga, sobre això no poden existir compromisos». El catecisme de l'Església catòlica estableix que «l'ús de drogues provoca danys molt greus en la salut i la vida. El seu ús, excepte per raons estrictament terapèutiques, és un delicte greu».

### Església de Jesucrist dels Sants dels Últims Dies
A L'Església de Jesucrist dels Sants dels Últims Dies (mormons) hi ha una prohibició general de substàncies intoxicants. L'agost de 1915, l'església mormona va prohibir l'ús de cànnabis per part dels seus membres. En 2016, la Primera Presidència de l'església va instar als membres a oposar-se a la legalització del consum recreatiu de cànnabis. No obstant això, l'església mormona va anunciar que «no ha plantejat cap objecció contra l'esmena SB 89». L'esmena SB 89 de Utah legalitza les medicines a base de cànnabis que no són psicoactives.

### Església ortodoxa
L'Església ortodoxa georgiana s'ha resistit a la legalització de la planta de cànnabis a Geòrgia.
La Convenció de l'Estat Baptista d'Arkansas (Arkansas Baptist State Convention) va votar per a fer desaparèixer la marihuana medicinal en 2016. En 2016, el director executiu de la Convenció Baptista de Florida (Florida Baptist Convention), Tommy Green, també va dir que s'ha d'encoratjar a les congregacions a votar en contra de l'Esmena 2 de Florida, que va legalitzar cànnabis medicinal a Florida. L'Associació Evangèlica Nacional de Belize es va oposar a la despenalització del cànnabis en 2017 a Belize.
Les Assemblees de Déu de EE. UU. (Assemblies of God USA), Així com altres esglésies pentecostals i del moviment sant, han advocat històricament per l'abstinència d'absolutament tot l'alcohol, tabac i resta de drogues. Els partidaris d'aquest punt de vista generalment citen passatges bíblics que exigeixen el respecte pel cos i prohibeixen la intoxicació.
En canvi, altres esglésies protestants dels Estats Units han donat suport a la legalitat de la marihuana medicinal, com l'església presbiteriana, l'església metodista unida, l'església unida de Crist i l'església episcopal.